# Juan Montoya (arquitecto)
Juan Montoya es un arquitecto colombiano radicado en Estados Unidos, especializado en diseño de interiores residenciales. Su carrera comenzó en la década de 1970 en Nueva York, y ha sido reconocido como «diseñador minimalista de viviendas modernas con un estilo ecléctico».

## Biografía

### Inicios y estudios
Montoya nació en Bogotá y estudió arquitectura en la Universidad La Gran Colombia y en la Parsons School of Design de Nueva York, institución en la que recibió un doctorado honoris causa. Fundó su estudio en Nueva York en 1978.

### Carrera
Además de diseñar espacios interiores, su empresa también se dedica al diseño de muebles y alfombras. Su sede se encuentra actualmente en East 59th Street. Sus diseños se caracterizan por el minimalismo, y afirma estar influido por la obra de arquitectos como Jean-Michel Frank, Émile-Jacques Ruhlmann, Gunnar Asplund, Louis Kahn y Emilio Terry. A menudo emplea diseños art déco y elementos griegos, así como detalles de estilo maya.
Uno de sus primeros trabajos, emprendido en 1979, fue la restauración de un edificio de apartamentos de Greenwich Village. La extensa reforma fue encargada por una pareja que seleccionó a Montoya para llevar a cabo la renovación del apartamento de estilo Reina Ana, a pesar de su reputación como diseñador modernista. Sus muestras de materiales consistían en blanco, rojo brillante, franela gris y terciopelo verde, así como ladrillo caravista y mobiliario moderno. Entre sus proyectos más recientes figuran la oficina Lucullan de la Medallion Financial Corporation, y residencias de estilo caribeño en la República Dominicana y Nueva York.
Se han publicado tres colecciones de su obra, entre ellas La Formentera, que documenta el diseño de su propia casa cerca de Garrison, Nueva York, y Juan Montoya, una recopilación de sus obras.